# Walter Baltensperger
Walter Baltensperger (Zurique, 30 de maio de 1927 – 15 de junho de 2015) foi um físico, pesquisador e professor universitário suíço.
Grande oficial da Ordem Nacional do Mérito Científico e membro correspondente da Academia Brasileira de Ciências, foi professor do Instituto Tecnológico de Aeronáutica (ITA) e pesquisador emérito do Centro Brasileiro de Pesquisas Físicas (CBPF), reconhecido por seus estudos na área de estado sólido ou matéria condensada, propriedades eletrônicas e magnéticas de semicondutores.

## Biografia
Walter nasceu em Zurique, em 1927. Era filho mais novo do ourives Walter Baltensperger e sua esposa, Nelly Koenig. Seu pai herdou a loja da família em 1877, em uma cidadezinha perto de Zurique, onde teve sucesso como ourives, dirigindo sozinho o negócio, já que seu irmão se mudou para Paris para ser pintor. Walter, o pai, morreu de repente, do coração, quando o filho tinha apenas 3 anos.
Estudou em escolas públicas da cidade, mas foi alfabetizado em casa, junto da irmã mais velha. Estudou no ginásio cantonal de Zurique, que combinou uma educação humanística e científica. Em 1947, ingressou no Instituto Federal de Tecnologia de Zurique, onde estudou física e matemática. Em 1951, obteve a graduação em física teórica. Continuou os estudos, fazendo mestrado com o ganhador do Nobel de Física, Wolfgang Pauli (1900-1958), em 1954.
Partiu para a Inglaterra, para fazer o doutorado, na Universidade de Manchester onde, sob a orientação de Léon Rosenfeld, trabalhou com a teoria do estado sólido, as faixas de impurezas em semicondutores. Em Manchester conheceu Roberto Salmeron que, sabendo do desejo de Walter de passar um tempo no Brasil, indicou o Instituto Tecnológico de Aeronáutica, em São José dos Campos, que fora criado pouco antes. Neste instituto, foi professor assistente.
Morou em São José dos Campos e após uma temporada no exterior, retornou ao país em 1963 para trabalhar no Rio de Janeiro, já como pesquisador do Centro Brasileiro de Pesquisas Físicas, onde ficou cerca de um ano e meio. Foi orientador do primeiro mestrado formal em física no Brasil, defendido em 1965. Foi no Brasil que conheceu a esposa, Igná, com quem teve três filhos.
No exterior, foi professor convidado da Universidade Brown, em Providence. Retornou para Zurique em 1965, onde se tornou professor associado na faculdade onde se formara. Em 1972, foi nomeado professor titular de física teórica com ênfase em física do estado sólido. De 1984 a 1991, ele presidiu o comitê de pesquisa da ETH Zurique. Aposentou-se em 1992, mas vinha ao Brasil regularmente como professor convidado.
Por suas contribuições à ciência no Brasil, tornou-se membro correspondente da Academia Brasileira de Ciências e, em 1996, recebeu a Grã-Cruz da Ordem Nacional do Mérito Científico da presidência da república.

## Morte
Walter morreu em 15 de junho de 2015, em Zurique, aos 91 anos.